# Luiz Carlos Pereira
Luiz Carlos Pereira, född 6 mars 1960, är en brasiliansk tidigare fotbollsspelare.
Han blev utsedd till J.Leagues mest värdefulla spelare 1994 och var med i "Best Eleven" 1993 och 1994.